# Raoul de Rovin

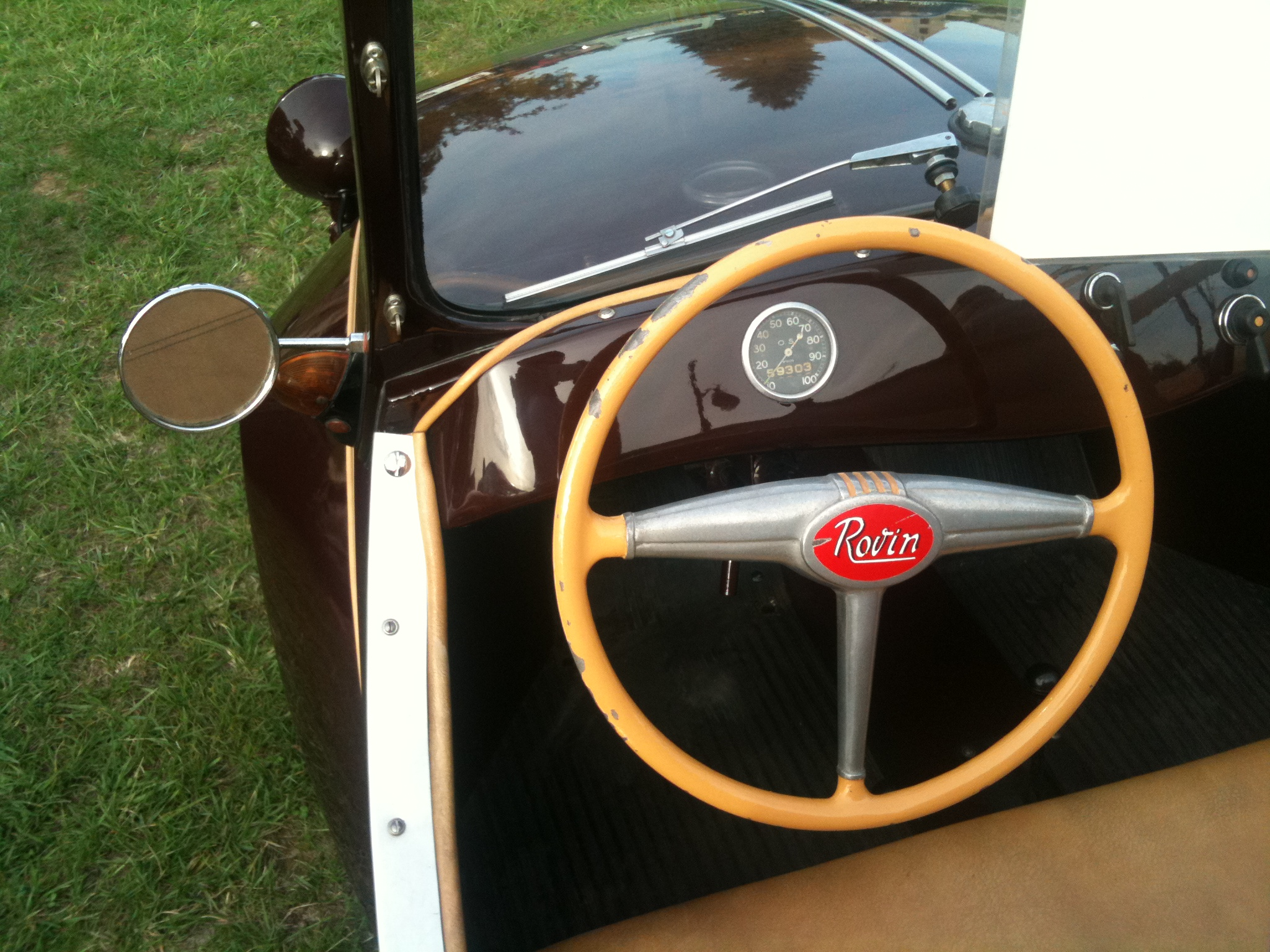
La marque « Rovin » sur une Type 2

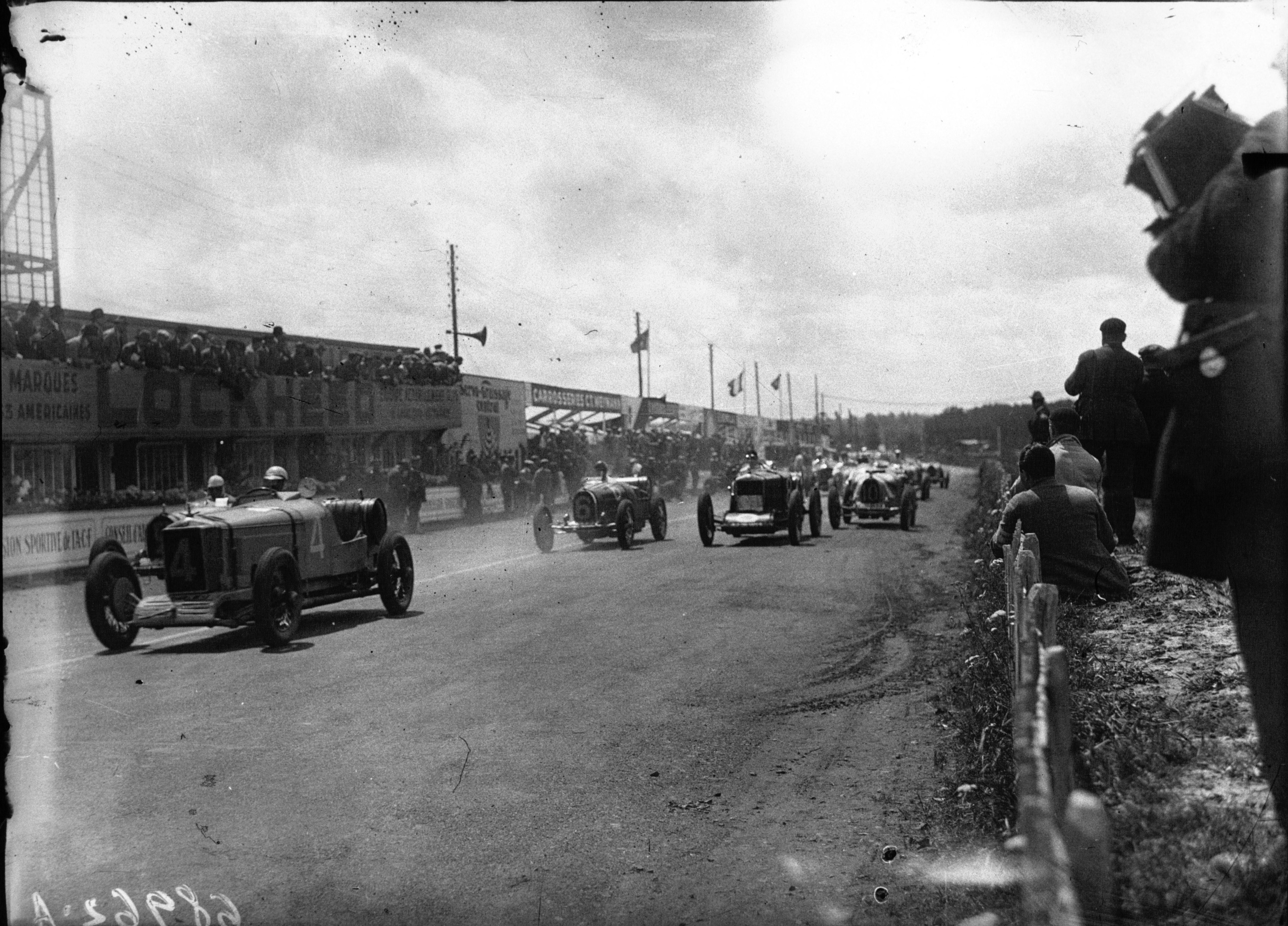
Départ du Grand Prix de France 1929 (ici Chassagne à gauche, deuxième temps des essais, juste derrière de Rovin).

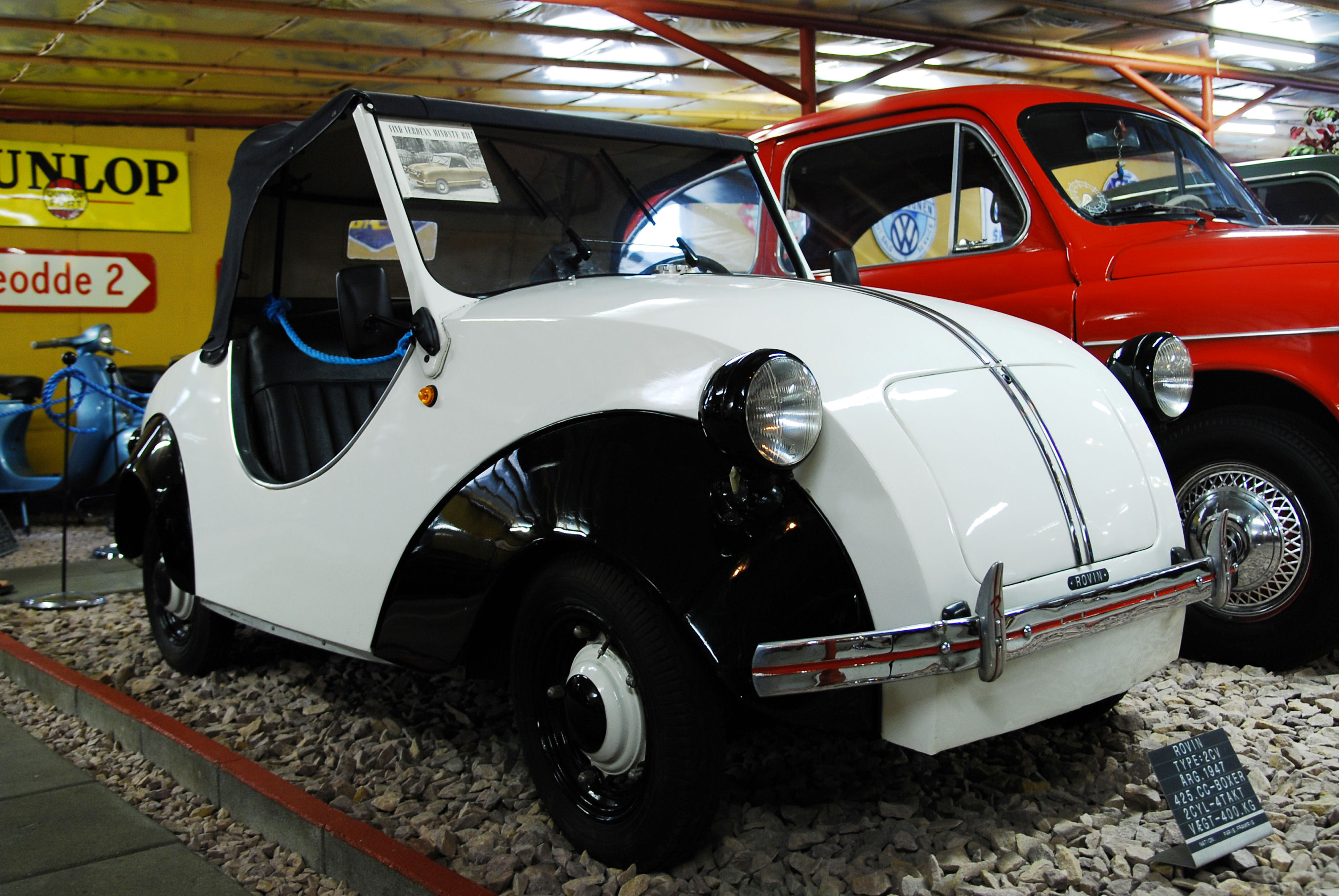
Rovin 2 CV de 1949

Raoul Pegulu, marquis de Rovin est un constructeur français de motocyclettes, cyclecars et voiturettes, né le 9 juillet 1896 à Guadix, province de Grenade, Espagne, mort dans le 17e arrondissement de Paris le 1er juillet 1949. Il est le fondateur de la marque Rovin.

## Biographie
Raoul de Rovin fit ses études à Oran et à Paris, s'engagea dans la Première Guerre mondiale, puis fonda en 1921 un atelier de motocyclettes 14, boulevard de Valmy à Colombes.

### Carrière de pilote
Il pilotait lui-même ses bicyclettes à moteur, qui connurent de grands succès. 
Il remporta aussi de nombreuses courses de motos (dont le Bol d'or, en catégorie), et d'automobiles. Disputant son premier Grand Prix automobile en 1928 à Antibes-Juan-les-Pins sur une de Rovin à moteur JAP, classé la même année 8e des 4 Heures de la Coupe de Bourgogne et du Grand Prix de Picardie tout en obtenant une victoire au Grand Prix de l'A.C.F. 750cm3 à Saint-Gaudens, il obtint en 1929 la pole position au Grand Prix de l'ACF, sur Bugatti T35B, alors qu'il dut abandonner la même année à Monaco lors de la première édition de l'épreuve et au GP de la Marne, cette fois sur Delage 15S8. Il arrêta alors la compétition.

### Carrière de constructeur

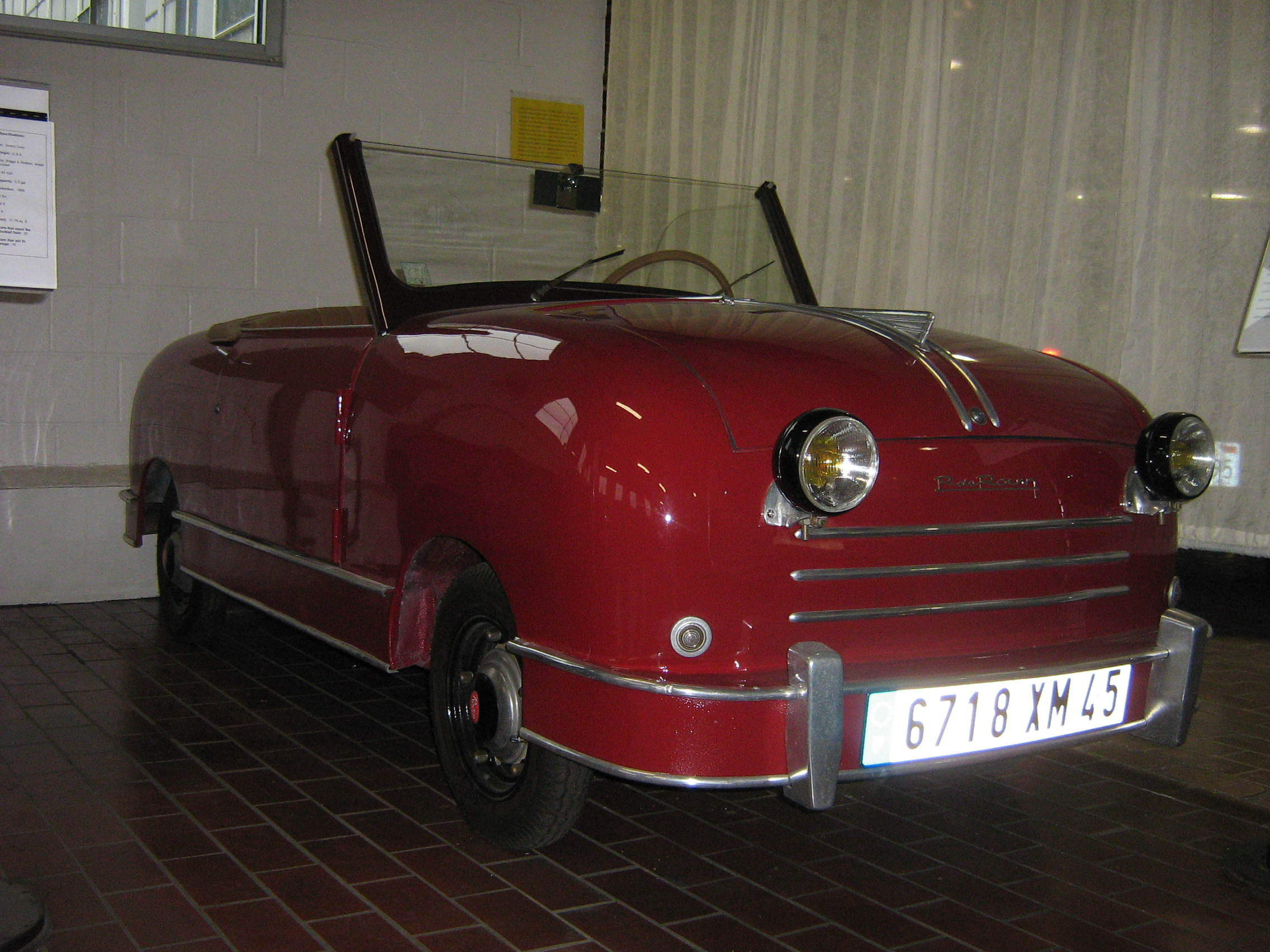
Rovin D4 (1953)

Dans les années 1930, Raoul de Rovin s'installe à Paris, 169 boulevard Pereire, et se tourne vers le commerce des voitures de sport. 
Après la guerre, il conçoit des voiturettes aux lignes fluides, fabriquées à partir de 1946 par son frère Robert de Rovin qui a repris les activités de Delaunay-Belleville à Saint-Denis.
Les voiturettes Rovin D1, puis Rovin D2 sont présentées aux Salons de l'automobile de 1946 et 1947. la Rovin D3 apparaît à celui de 1948. Suit la Rovin D4 en 1950. La fabrication se poursuit jusqu'en 1959.

## Modélisme
La Rovin D4 a figuré au catalogue du fabricant de jouets CIJ, dans les années 1950.